# Alpen-Ehrenpreis
Der Alpen-Ehrenpreis (Veronica alpina) ist eine Pflanzenart aus der Gattung Ehrenpreis (Veronica) innerhalb der Familie der Wegerichgewächse (Plantaginaceae).

## Beschreibung

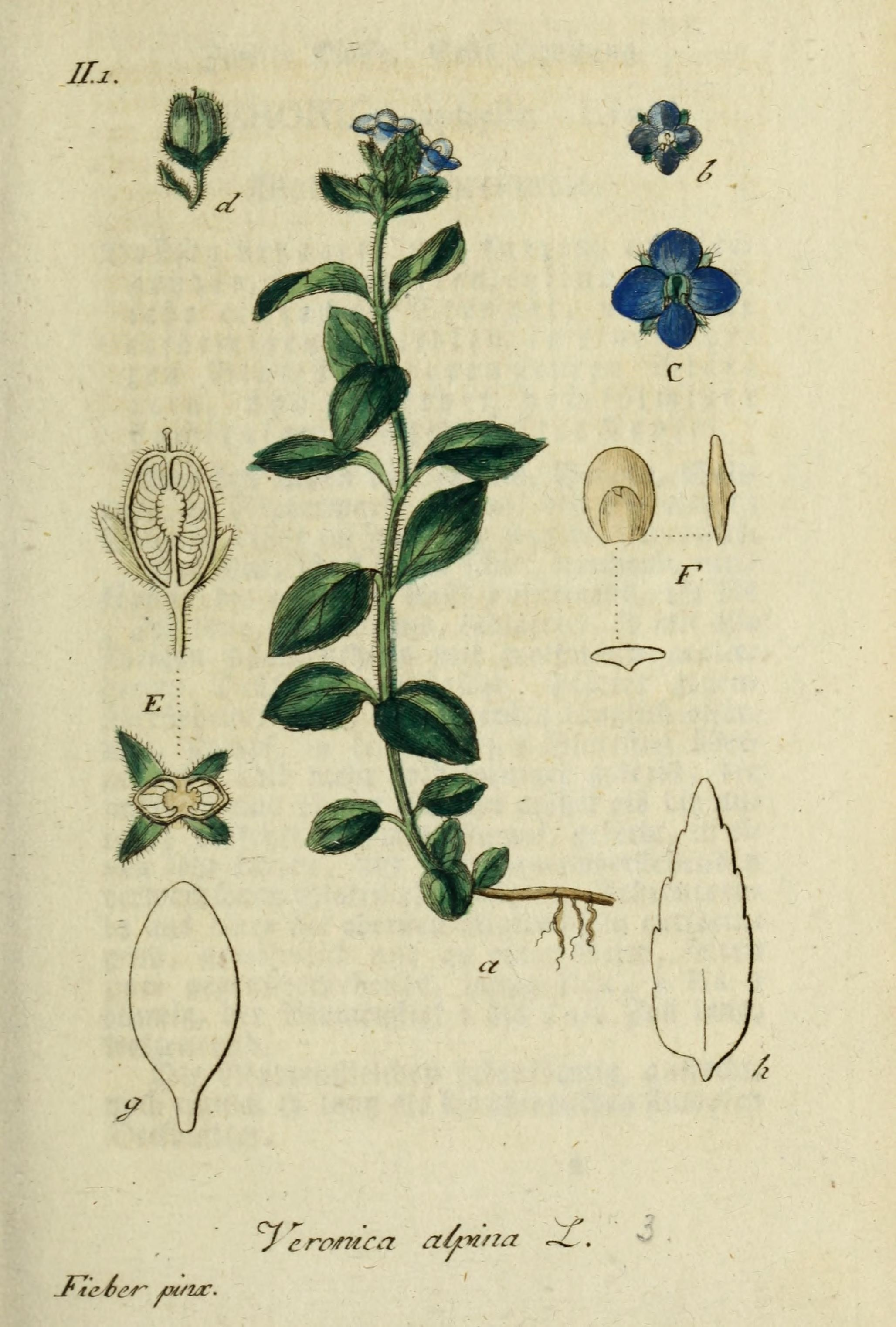
Illustration aus Deutschlands Flora in Abbildungen nach der Natur

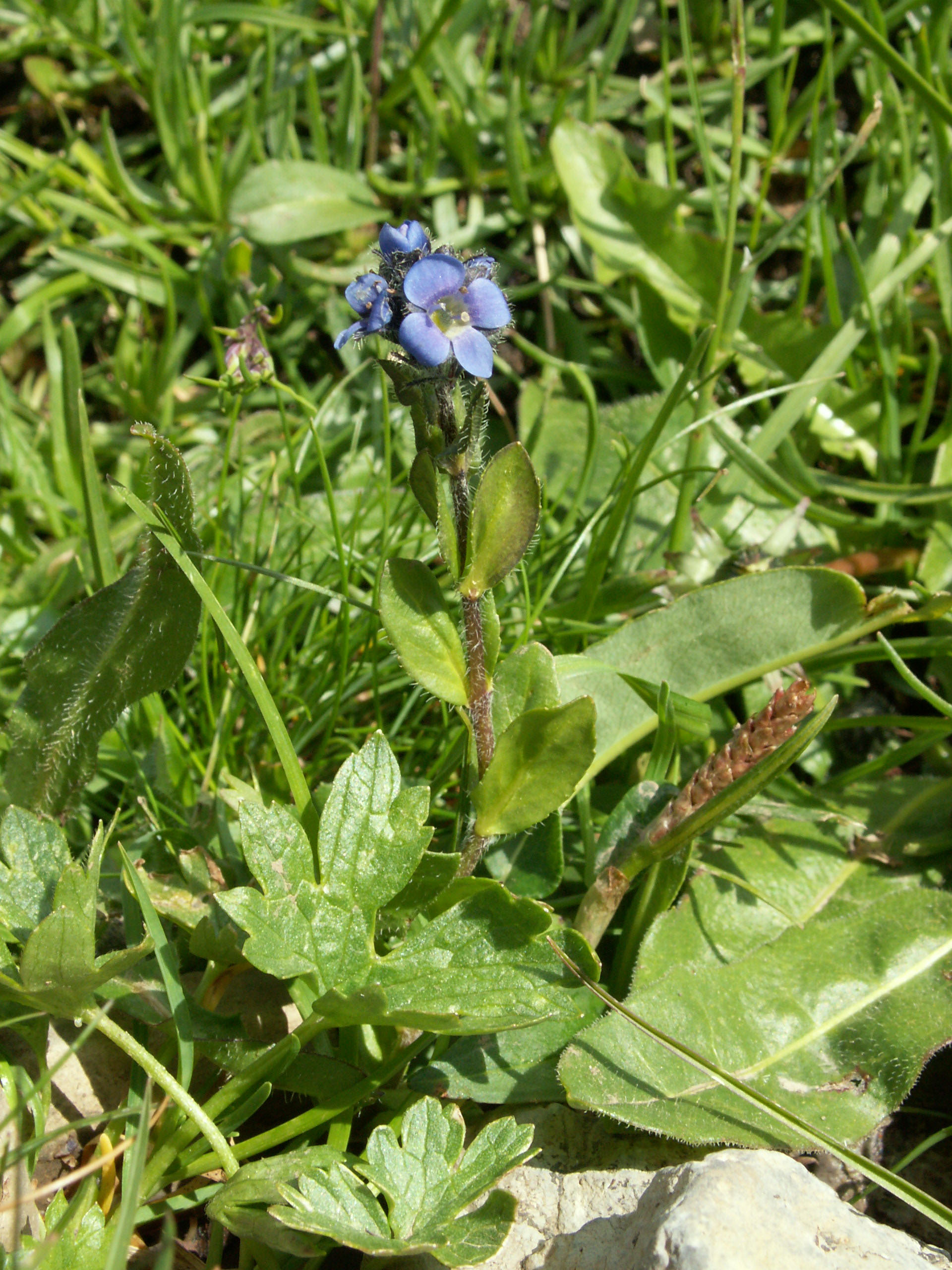
Habitus und Blütenstand

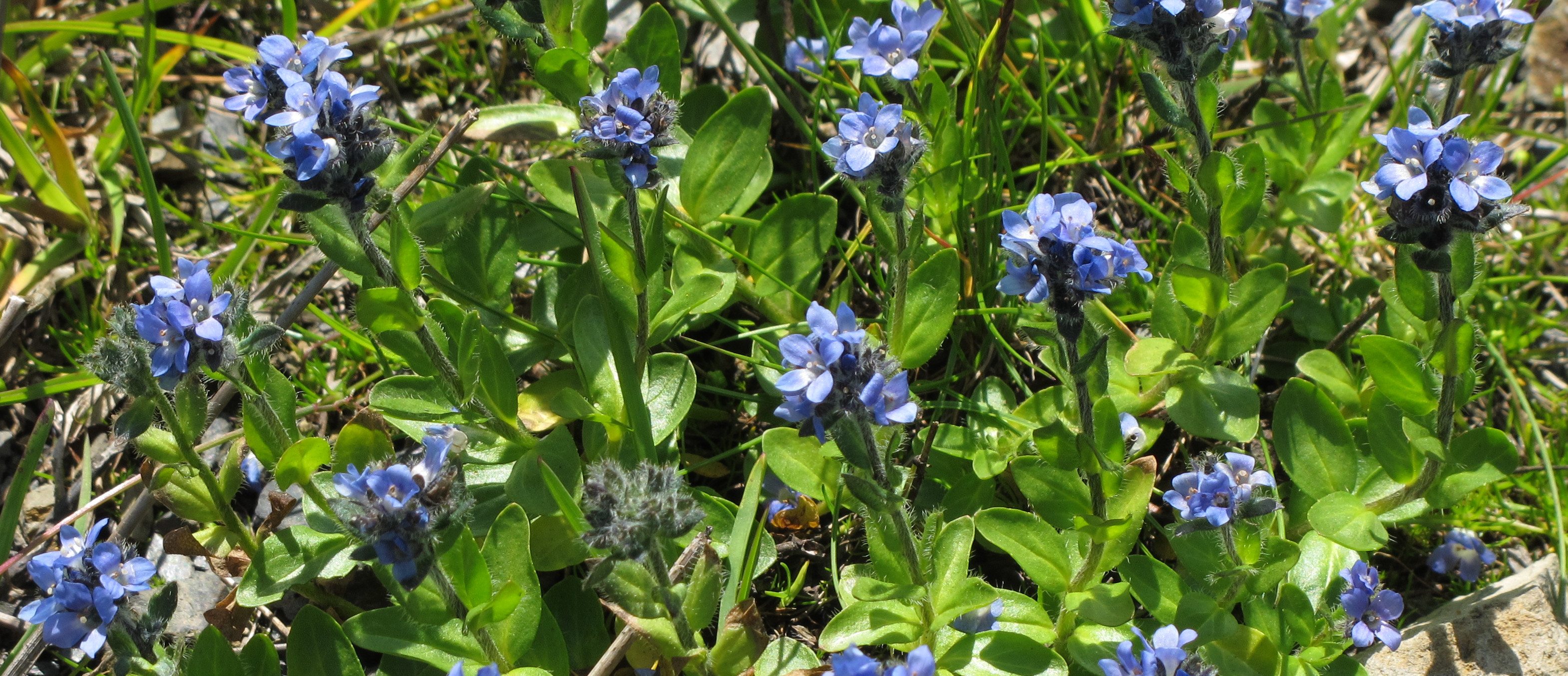
Habitus, Laubblätter und Blütenstand im Habitat

### Vegetative Merkmale
Der Alpen-Ehrenpreis wächst als ausdauernde krautige Pflanze und erreicht eine Wuchshöhe von 5 bis 15 Zentimetern. Die oberirdischen Pflanzenteile sind abstehend behaart bis fast kahl.
Die gegenständig angeordneten Laubblätter sind sitzend. Eine Grundblattrosette wird nicht ausgebildet. Die in der Mitte des reich beblätterten Stängels sitzenden Laubblätter sind am größten. Die einfache Blattspreite ist bei einer Länge von 5 bis 20 Millimetern eiförmig. Der Blattrand ist mehr oder weniger ganzrandig. Die Blattspreite ist drüsig bewimpert.

### Generative Merkmale
Die Blütezeit erstreckt sich von Juni bis August. Die Blüten stehen in einem kurzen endständigen doldentraubigen Blütenstand dicht gedrängt zusammen. Die Tragblätter sind relativ klein und laubblattähnlich.
Die zwittrigen Blüten sind leicht zygomorph mit doppelter Blütenhülle. Es sind meist fünf Kelchblätter vorhanden. Die vier blauen Kronblätter sind 5 bis 7 Millimeter breit. Die sehr kurze Kronröhre endet in einem ungleich vierteiligem, falschen Kronsaum. Der Kronsaum wird wie bei allen Ehrenpreisarten von zwei Staubblättern und einem fadenförmigen Griffel überragt.
Die drüsenlos behaarte Kapselfrucht ist bei einer Länge von 5 bis 7 Millimetern sowie einem Durchmesser von 4 bis 5 Millimetern elliptisch, ausgerandet und nicht drüsig. Unreife Früchte sind meist türkis überlaufen. Die Frucht mindestens doppelt so lang wie der Griffel.
Die Chromosomenzahl beträgt 2n = 18.

## Ökologie
Durch unterirdische Ausläufer wird die vegetative Vermehrung sichergestellt.
Blütenökologisch handelt es sich um Lippenblumen vom Verbascumtyp mit völlig verborgenem Nektar. Als Bestäuber gelten Bienen, Hummeln, Wespen, Bombyliden sowie Syrphiden. Der Alpen-Ehrenpreis ist fakultativ autogam, das bedeutet: Fremdbefruchtung ist die Ausnahme und Selbstbefruchtung ist die Regel.

### Krankheiten
Der Alpen-Ehrenpreis wird vom Rostpilz Puccinia albulensis mit Telien  befallen.

## Vorkommen
Das Verbreitungsgebiet des Alpen-Ehrenpreis liegt in Europa in den Alpen und von den Pyrenäen bis zum Balkan und in Skandinavien einschließlich Island und Grönland. Außerhalb Europas kommt er in Pakistan, Indien, Tibet, Sibirien und Nordamerika vor.
In Österreich ist der Alpen-Ehrenpreis häufig von der alpinen bis zur subnivalen Höhenstufe und fehlt im Burgenland sowie Wien. In Deutschland kommt der Alpen-Ehrenpreis nur in den bayrischen Alpen vor. In den bayrischen Alpen steigt er von einer Höhenlage von 1400 Metern (Hinteres Traufbachtal im Allgäu) bis zu 2870 Metern auf.
Der Alpen-Ehrenpreis ist ein arktisch-alpines Florenelement. Er besiedelt feuchte, lange schneebedeckte und leicht saure Böden, Feinschutt, Lägerstellen und Schneetälchen in Höhenlagen von 1200 bis 3400 Metern. Er ist eine Charakterart der Klasse der Salicetea herbaceae, kommt aber auch in Pflanzengesellschaften des Verbands Poion alpinae oder in feuchten Gesellschaften des Verbands Nardion vor.
Die ökologischen Zeigerwerte nach Landolt et al. 2010 sind in der Schweiz: Feuchtezahl F = 4 (sehrfeucht), Lichtzahl L = 4 (hell), Reaktionszahl R = 2 (sauer), Temperaturzahl T = 1+ (unter-alpin, supra-subalpin und ober-subalpin), Nährstoffzahl N = 2 (nährstoffarm), Kontinentalitätszahl K = 2 (subozeanisch).

## Systematik
Die Erstveröffentlichung von Veronica alpina erfolgte 1753 durch Carl von Linné in Species Plantarum, Tomus I, S. 11.
Nahe verwandt mit Veronica alpina ist Veronica pumila All. Beide Arten werden von manchen Autoren auch als zwei Unterarten einer Art (Veronica alpina) angesehen. Dies wird kontrovers diskutiert und oft gelten auch viele veröffentlichte Namen einfach als Synonyme für Veronica alpina. Arten der Nordhalbkugel werden auch in einen Veronica alpina-Komplex gestellt.

## Weiterführende Literatur
- Dirk C. Albach, Peter Schönswetter, Andreas Tribsch: Comparative phylogeography of the Veronica alpina complex in Europe and North America. In: Molecular Ecology, Volume 15, Issue 11, 2006, S. 3269–3286. doi:10.1111/j.1365-294X.2006.02980.x